# Schwarzenbek

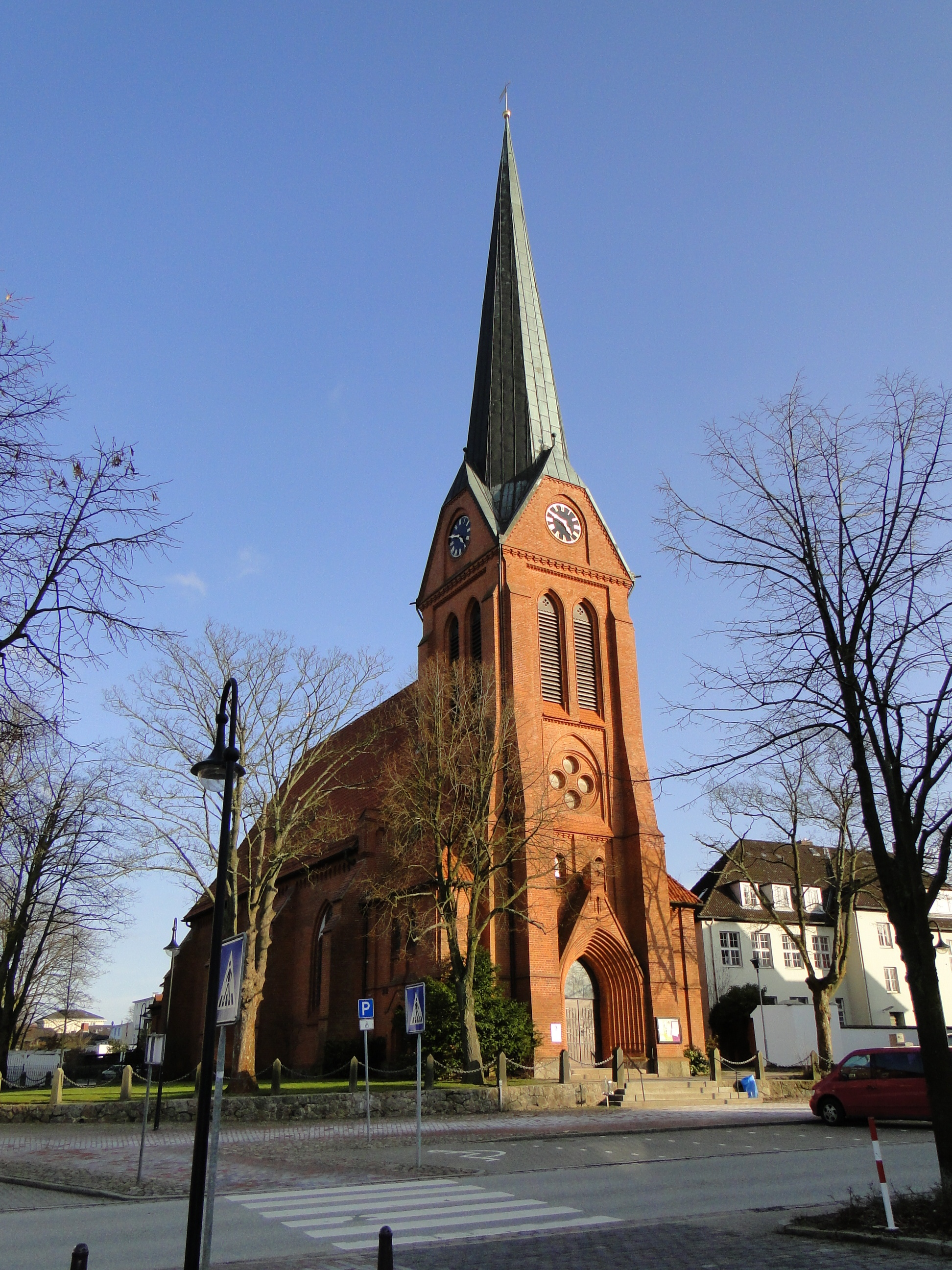
Franziskuskirche

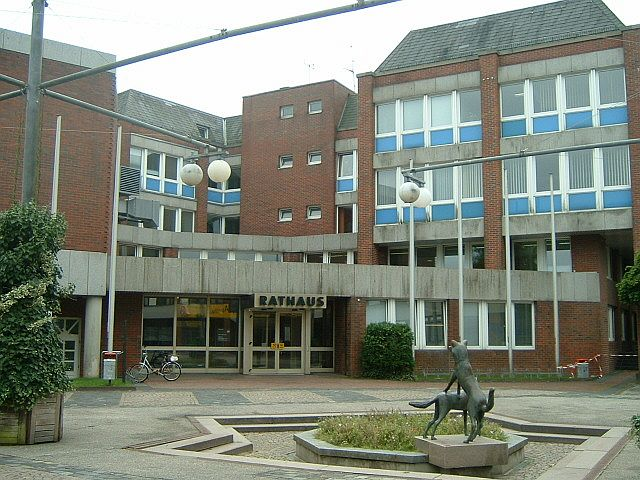
Das Rathaus, im Vordergrund die Wolfskulptur auf dem Ritter-Wulf-Platz

Schwarzenbek (Niederdeutsch: Swattenbeek) ist eine Kleinstadt im Kreis Herzogtum Lauenburg in Schleswig-Holstein. Sie ist auch Sitz des Amtes Schwarzenbek-Land.
Durch die Verleihung des Europapreises im Jahr 1961 ist Schwarzenbek auch als Europastadt bekannt. Aufgrund ihrer mittigen Lage im Süden des Kreises wird sie auch Stadt der Mitte genannt.

## Geographie

### Lage
Schwarzenbek liegt im Landschaftsbereich des Naturraums Lauenburger Geest (Haupteinheit Nr. 696), einem Teilraum des schleswig-holsteinischen Geestrückens. Unmittelbar nordwestlich des Stadtgebietes erstreckt sich mit dem Sachsenwald das größte zusammenhängende Waldgebiet des Bundeslandes, ob seiner Größe und geringen Siedlungsdichte ein Gemeindefreies Gebiet. Im Westen grenzt Schwarzenbek an die Gemeinde Brunstorf, im Süden an Kollow und Gülzow, im Osten an Grabau sowie im Norden an Grove.

### Stadtteile
| - Alter Forsthof - Blinde Koppel - Bölkau | - Mühlenkamp - Nord-Ost - Rülau | - Schmiedekamp - Uhlenhorst - Lupus Park (Gewerbepark) - Industriegebiet |

### Gewässer
- Schwarze Beke

Der Bach hat dem Ort in historischer Zeit den Namen gegeben. Die Schwarze Beke entspringt südöstlich Schwarzenbeks, durchquert den Rülauer Forst, eine Obstplantage und einige Wiesen, bevor sie an der Meiereistraße in Rohren verschwindet, die der Bahntrasse folgend schließlich an der Straßenbrücke Compestraße enden. Von dort fließt die Beke nach Westen aus dem Ort und mündet bei Radekamp in die Schwarze Au.
- Schwarze Au

Die Schwarze Au entspringt nördlich vom Schwarzenbek. Sie fließt begradigt in den Wiesen zwischen Sachsenwald (Großer Radekamp) und neuer B404 in südliche Richtung. Sie unterquert diese Bundesstraße beim Forsthaus Radekamp. Nachdem die Au 600 m weiter südlich die Bahnlinie Hamburg-Berlin gekreuzt hat und das Wasser der Schwarzen Beke aufgenommen hat, fließt sie nach Westen durch den Sachsenwald, um in Aumühle in die Bille zu münden.
- Moorgraben

Der Moorgraben entspringt einem Feuchtgebiet bei Grabau. Das Schwarzenbeker Stadtgebiet erreicht er nördlich des Gewerbegebietes und bildet von dort bis nördlich des Bahnhofes einen Grünstreifen. Von dort fließt er in Rohren und tritt erst wieder westlich vom Ritter-Wulf-Platz mit der Schwarzen Beke vereinigt ans Tageslicht.
- Bölkau

Die Bölkau entspringt im westlichen Rülauer Forst südlich der B207, sie fließt nach Norden und mündet nach 1,6 km bei der Kläranlage in die Schwarze Beke
- Linau

Die Linau bildet die südliche Begrenzung des Stadtgebietes im Rülauer Forst.
- Jordangraben

Der Jordangraben entspringt im Waldgebiet, das sich südlich des Forsthofs befindet. Von dort fließt der Jordangraben in nördlicher Richtung am Schwarzenbeker Stadtrand entlang. Ab der Straße Grillengrund wird der Bach in Rohren unterirdisch in nordöstlicher Richtung geleitet. Auf einem Feld in der Nähe der Straße Wiesengrund tritt er wieder zu Tage. Hier läuft der Bach wieder in nördlicher Richtung und mündet beim Tierheim in die Schwarze Beke.

## Geschichte

### Anfänge
Schwarzenbek entstand aus einer Herausrodung aus dem Grenzurwald zwischen Sachsen und Slawen. Die erste urkundliche Erwähnung einer Ansiedlung des Ritters Wulf an der Schwarzen Beke, die dem Ort den Namen gab, fand im Jahr 1291 statt. In dieser Zeit wurde die Turmhügelburg erbaut, die später als Marienburg erwähnt wurde und als Schutzburg für die Ansiedlung diente. Die adlige Familie Wulf, die vermutlich die Gründerfamilie von Schwarzenbek war, wird erstmals 1296 mit dem Beinamen to Swartenbeke erwähnt. Sie blieb bis zu ihrem Aussterben im späten 15. Jahrhundert im Besitz des Ortes.
Daraufhin wurde Schwarzenbek Teil des Herrschaftsgebiets des Herzogtums Sachsen-Lauenburg. 1562 wurde unter Herzog Franz I. in unmittelbarer Nähe der alten Schutzburg das Schwarzenbeker Schloss errichtet. Schwarzenbek war zeitweise Residenzort des Herzogtums.

### Seit dem 17. Jahrhundert
Im frühen 17. Jahrhundert wurde das Amt Schwarzenbek als Verwaltungseinheit aus dem Ort Schwarzenbek sowie 22 umliegenden Orten und dem Sachsenwald gebildet.
Von 1689 bis 1815 gehörte Schwarzenbek mit dem Herzogtum zum Kurfürstentum Hannover und damit zur britischen Krone. Während der Regierungszeit Napoleons I. wurde das Herzogtum abwechselnd von Frankreich und Preußen besetzt, bis aufgrund der Beschlüsse des Wiener Kongresses Schwarzenbek als Teil des Herzogtums 1815 zu Dänemark kam. Sachsen-Lauenburg blieb bis 1864 unter dänischer Oberhoheit.
Nach dem Deutsch-Dänischen Krieg und infolge von Verhandlungen mit Österreich kam das Herzogtum Sachsen-Lauenburg nach einer gemeinsamen österreichisch-preußischen Verwaltung an das Königreich Preußen. 1876 bildete Schwarzenbek eine selbstverwaltende Gemeinde, die auch Sitz des neuen konstituierten Amtes Schwarzenbek wurde. In der Mitte des 19. Jahrhunderts wurde Schwarzenbek ein Knotenpunkt für das neue Verkehrsnetz. 1871 erhielt der deutsche Reichskanzler Otto von Bismarck mit dem Sachsenwald auch Teile Schwarzenbeks als Grundbesitz.

### Zeit des Zweiten Weltkrieges
Während des Zweiten Weltkrieges existierten auch in Schwarzenbek Zwangsarbeitslager. 48 Kinder von Zwangsarbeiterinnen starben offenbar in Folge der dortigen inhumanen Zustände.
Deutschland verlor schrittweise den Zweiten Weltkrieg und es wurde nach und nach besetzt. In den letzten Kriegstagen näherten sich die alliierten Truppen auch immer mehr Schwarzenbek. Am 24. April 1945 erfolgte so auch ein Tieffliegerangriff auf einen Eisenbahnzug in Schwarzenbek, bei dem das britische Flugzeug abgeschossen wurde. Am 30. April und 1. Mai 1945 wurde Schwarzenbek schließlich von den Briten besetzt. Derweil begann die Besetzung der südwestlichen Teile Mecklenburgs durch die Amerikaner. Am darauf folgenden Tag flüchtete die Geschäftsführende Reichsregierung aus dem 60 Kilometer weiter nördlich gelegenen Raum Eutin-Plön weiter in den Sonderbereich Mürwik. Den anschließenden Tag marschierten die britischen Soldaten im benachbarten Hamburg ein. Tags darauf erfolgte die Teilkapitulation der Wehrmacht für Nordwestdeutschland, Dänemark und die Niederlande. Im Zweiten Weltkrieg starben mindestens 112 Schwarzenbeker als Soldaten. Die tatsächliche Zahl ist jedoch vermutlich höher, da die Vermissten nach dem Krieg nicht vollständig erfasst wurden. Dazu kamen noch 27 Zivilopfer des Krieges in Schwarzenbek.

### Nachkriegszeit bis heute
Im Jahr 1950 wurde Schwarzenbek eine amtsfreie Gemeinde. 1953 verlieh die Landesregierung Schleswig-Holstein der Gemeinde Schwarzenbek die Stadtrechte. Viele Menschen zogen in die Stadt, da sie mit Verbindungen nach Hamburg oder Lübeck verkehrsgünstig gelegen war. Die Stadt Schwarzenbek hat sich besonders um den europäischen Gedanken verdient gemacht. 1955 erfolgte hierzu der erste bedeutende Schritt. In diesem Jahr ging die junge Stadt eine städtische Verbrüderung mit drei europäischen Städten ein, und zwar mit Aubenas (Frankreich), Sierre (Schweiz), und Zelzate (Belgien). Dem Bund schlossen sich im Jahre 1960 noch die Städte Cesenatico (Italien) und Delfzijl (Niederlande) an. Nach diesen Städten sind auch die Seitenstraßen des Verbrüderungsrings im Stadtteil Nord-Ost benannt. Im Jahre 1961 verlieh der Europarat Straßburg der Stadt Schwarzenbek als zweiter Stadt in der Bundesrepublik Deutschland für die weit ausstrahlende Förderung der europäischen Einigungsidee und der Völkerverständigung den Europapreis.
Seit 1950 waren nachfolgende Personen Bürgermeister in Schwarzenbek:
- Hans Koch von 1950 bis 1974
- Ralph Schnack von 1974 bis 1992
- Gerd Krämer von 1992 bis 2002
- Frank Ruppert von 2002 bis 2014
- Ute Borchers-Seelig 2014 bis 2020
- Norbert Lütjens seit 2020

## Bevölkerung

### Einwohnerstatistik
Schwarzenbek ist die nach Geesthacht und Mölln drittgrößte Stadt im Kreis Herzogtum Lauenburg. Die meisten Einwohner Schwarzenbeks sind junge Familien und Pendler.
| Jahr | Bevölkerung | Bemerkungen                             |
| ---- | ----------- | --------------------------------------- |
| 1867 | 870         | hochgerechnet auf Stadtgrenzen von 1966 |
| 1871 | 900         | hochgerechnet auf Stadtgrenzen von 1966 |
| 1885 | 1.270       | hochgerechnet auf Stadtgrenzen von 1966 |
| 1895 | 1.560       | hochgerechnet auf Stadtgrenzen von 1966 |
| 1905 | 1.780       | hochgerechnet auf Stadtgrenzen von 1966 |
| 1915 | 2.120       | hochgerechnet auf Stadtgrenzen von 1966 |
| 1939 | 2.300       | hochgerechnet auf Stadtgrenzen von 1966 |
| 1950 | 5.752       | hochgerechnet auf Stadtgrenzen von 1966 |
| 1961 | 7.812       | hochgerechnet auf Stadtgrenzen von 1966 |
| 1970 | 9.322       | Stadtgrenzen von 1966                   |
| 1987 | 11.209      | Volkszählung 1987                       |
| 1995 | 12.000      |                                         |
| 2005 | 15.019      |                                         |
| 2011 | 14.974      | Zensus 2011                             |
| 2015 | 16.192      |                                         |

### Konfessionsstatistik
Gemäß dem Zensus 2011 waren 43,1 % der Einwohner evangelisch, 8,3 % römisch-katholisch und 48,7 % waren konfessionslos, gehörten einer anderen Glaubensgemeinschaft an oder machten keine Angabe. Die Zahl der Protestanten und Katholiken ist seitdem gesunken und mit zirka 60 % sind die Personen die keiner rechtlich-körperschaftlich verfassten Religionsgemeinschaft angehören eine Mehrheit der Bevölkerung. 2018 waren von den Einwohnern 33,2 % evangelisch, 7,9 % katholisch und 58,9 % gehörten anderen oder keiner Glaubensgemeinschaft an. Mit Stand April 2022 waren zirka 31 % (5394) der Einwohner evangelisch.

## Politik

### Stadtverordnetenversammlung
Die Stadtverordnetenversammlung ist die kommunale Volksvertretung der Stadt Schwarzenbek. Über die Zusammensetzung entscheiden die Bürger alle fünf Jahre. Die letzte Kommunalwahl fand am 14. Mai 2023 statt. Diese führte bei einer Wahlbeteiligung von 40,3 % zu nebenstehender Zusammensetzung der Gemeindevertretung.

### Bürgermeisterwahlen
Bei der Bürgermeisterwahl am 15. Juni 2014 setzte sich die unabhängige Bewerberin Ute Borchers-Seelig mit 51,1 % der Stimmen gegen den ehemaligen Bundestagsabgeordneten Christian Carstensen aus Hamburg durch, der als Spitzenkandidat einer SPD/CDU/Grüne/FDP-Koalition angetreten war.
Die letzte Bürgermeisterwahl fand am 27. September 2020 statt. Neben dem parteiunabhängigen Stadtjugendpfleger Norbert Lütjens trat der Bürgervorsteher Matthias Schirmacher (Bündnis 90/Die Grünen) an. Die aktuelle Bürgermeisterin Ute Borchers-Seelig kandidierte nicht erneut für das Amt. Lütjens setzte sich in der Wahl mit 74,8 % durch und übernahm das Amt am 1. Dezember 2020.

### Wappen
Blasonierung: „In Gold ein steigender schwarzer Wolf mit roter Zunge über einem schwarzen Wellenbalken im Schildfuß.“

Schwarzenbek entstand um 1250 als Rodungssiedlung am Rand des Grenzwaldes zwischen Sachsen und Slawen. Der Wolf als Hauptfigur des Wappens ist ein Hinweis auf die alte Lauenburger Adelsfamilie Wulf. Auf einer Wasserburg am Oberlauf der Schwarzenbek ansässig, gehörte sie vermutlich zu den ersten Kolonisatoren dieses Gebietes. Die Familie wird erstmals 1296 mit dem Beinamen „Swartenbeke“ genannt. Zugleich soll die Figur darauf hinweisen, dass die ersten Siedler, die dem Wolf in dem noch unwirtlichen Gebiet oft begegnet sein mögen, über die diesem Tier zugeschriebenen Eigenschaften wie Ausdauer, Kraft und Wehrhaftigkeit in ihrem Kampf ums Überleben verfügen mussten. Der schwarze Wellenbalken im Wappen bezeichnet als „redende“ Figur den Ortsnamen. Die Lage des Ortes an der „schwarzen Bek“ führte zur Übertragung des Gewässernamens auf die Siedlung. Die Farben des Wappens Gold und Schwarz sind die historischen Farben des Herzogtums Lauenburg.
Das Wappen wurde von dem Brunsbütteler Heraldiker Willy „Horsa“ Lippert gestaltet.

### Flagge
Die Flagge zeigt auf gelbem Grund unweit des oberen und unteren Randes je ein durchlaufendes schwarzes Wellenband, im Mittelfeld einen schwarzen steigenden Wolf mit roter Zunge.
Wappen und Flagge wurden am 15. Juni 1953 genehmigt.

### Städtepartnerschaften
Seit 1955 bestehen Städtepartnerschaften mit Aubenas in Frankreich, Sierre in der Schweiz und Zelzate in Belgien. Im Jahr 1960 kamen die beiden Partnerschaften mit Cesenatico in Italien und Delfzijl in den Niederlanden hinzu.
Im Jahr 2009 ist Schwarzenbek zudem eine Partnerschaft mit der chinesischen Millionenstadt Haimen eingegangen. Damit ist Schwarzenbek die erste Gemeinde in Schleswig-Holstein mit einer Partnerstadt in China.

### Kinder- und Jugendbeirat
Seit 2009 besitzt die Stadt Schwarzenbek einen Kinder- und Jugendbeirat. Dieser besteht aus sieben Vertretern, die alle zwei Jahre kurz vor den Sommerferien von allen Schwarzenbeker Kindern und Jugendlichen zwischen 12 und 21 gewählt werden.

### Beteiligungen
Die Stadt ist Gesellschafter der PD – Berater der öffentlichen Hand.

## Kultur und Sehenswürdigkeiten
Seit dem 17. Januar 1947 existiert das Theater Schwarzenbek. Zudem finden jährlich die Aral Open Air Veranstaltungen statt. In Schwarzenbek existieren neben der Franziskuskirche zwei eingetragene Kulturdenkmäler: das ehemalige Amtsgericht, das von 1785 bis 1788 als Amtsstube, Registratur und Gefangenenhaus errichtet wurde und das Amtsrichterhaus.
In der Liste der Kulturdenkmale in Schwarzenbek stehen die in der Denkmalliste des Landes Schleswig-Holstein eingetragenen Kulturdenkmale.

### Amtsrichterhaus

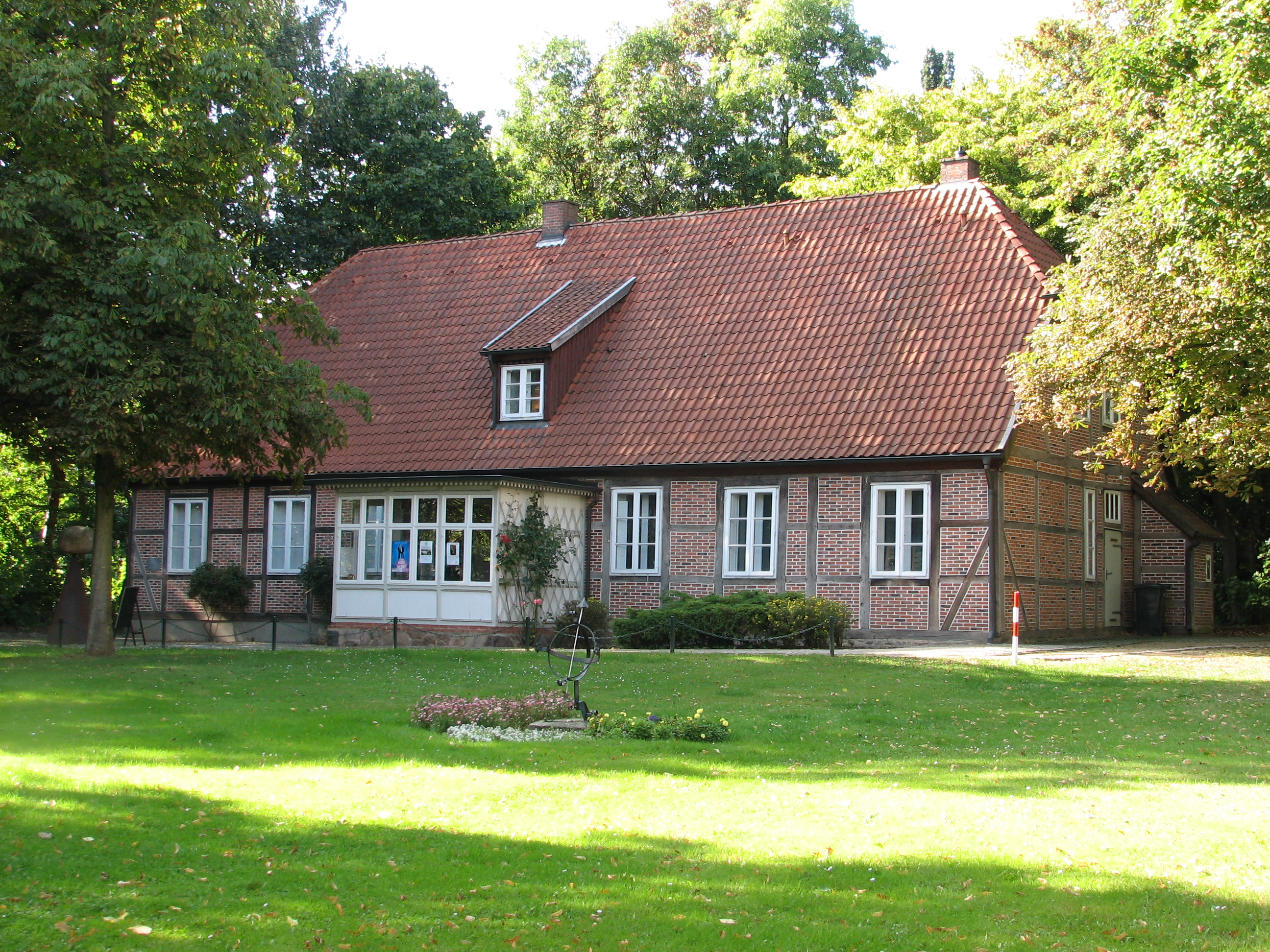
Das Amtsrichterhaus mit Justizgarten

In einer Parkanlage mit altem Baumbestand befindet sich das von 1765 bis 1767 errichtete ehemalige Domizil der Schwarzenbeker Amtsrichter. Es diente während der Kurfürstlich-Hannoverschen Herrschaft als Wohnung für die Amtsschreiber. Zum Anwesen gehörten auch eine Scheune, eine Wagenremise und ein Pferdestall mit Knechtkammer. Von 1870 bis 1968 diente das Amtsrichterhaus mit seinem Garten den Schwarzenbeker Amtsrichtern als Domizil.
Seit 1982 steht das Gebäude unter Denkmalschutz. 1988 wurde es restauriert und dient seitdem der Stadt Schwarzenbek als kulturelles Zentrum. Durch die dort stattfindenden Ausstellungen und kulturellen Veranstaltungen ist es überregional bekannt geworden. Bisher wurden dort unter anderem Werke von Christian Modersohn, Harald Duwe, Günter Grass, Vicco von Bülow, Heinrich Vogeler, A. Paul Weber und Klaus Staeck ausgestellt. Das Amtsrichterhaus befindet sich seit Januar 2005 in der Trägerschaft der Stiftung Herzogtum Lauenburg.

### St.-Franziskus-Kirche

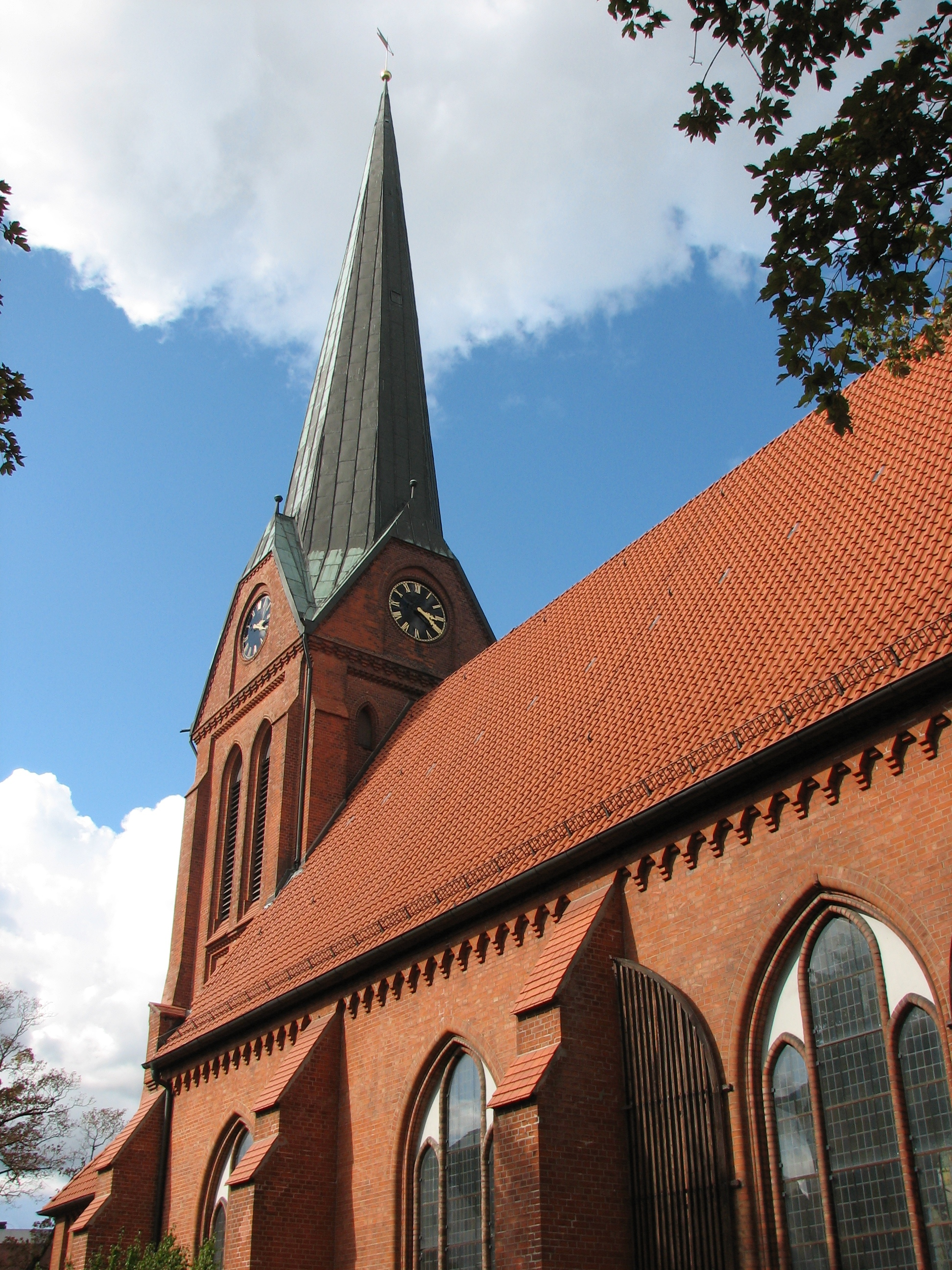
Franziskuskirche

Nach fast einjähriger Bauzeit wurde die neugotische Franziskuskirche am 20. Oktober 1895 als evangelisches Gotteshaus eingeweiht. Sie ersetzte die an der gleichen Stelle stehende Fachwerkkirche gleichen Namens, die aus dem Jahre 1748 stammte und 1894 wegen Baufälligkeit abgerissen wurde. Die heutige Kirche, mit einem für lauenburgische Verhältnisse hohen Turm, wurde von dem Baumeister Johann Prösch nach den Plänen des Hamburger Architekten Pieper errichtet.
Im Innern der Kirche befinden sich zahlreiche Kunstschätze, wie die Glocken aus den Jahren 1628 und 1645 und die Ölgemälde, die die Pastoren Wagner und Genzken zeigen. Eine Kopie eines Gemäldes des flämischen Malers Peter Paul Rubens zeigt die Beweinung Christi und stammt aus dem Jahre 1650. Weiterhin vorhanden sind vergoldete Kelche aus dem 17. und 18. Jahrhundert, Oblatendosen und -kästchen, eine silberne Abendmahlskanne und ein Altarleuchter aus dem Jahre 1603.
Die ursprünglichen Altarfenster, die biblischen Szenen zeigten und die reformatorische Geschichte darstellten, wurden im Zweiten Weltkrieg zerstört. Nach dem Zweiten Weltkrieg wurden sie zugemauert, bis sie 1993 wieder geöffnet und mit Darstellungen des Heiligen Franziskus neu gestaltet wurden.

### St.-Michael-Kirche
Für die Katholiken gibt es die St.-Michael-Kirche, die direkt neben der Grundschule steht.

### Niederdeutsche Sprache
Schwarzenbek ist Vorreiter mit einer zweisprachigen Ortsbeschilderung in Schleswig-Holstein. Auf Empfehlung des Plattdeutschen Rates und des Landesverbandes des Heimatbundes und durch das Engagement der ehrenamtlichen Plattdeutschbeauftragten von Schwarzenbek Irene Schnoor wurden am 2. Juli 2008 die Ortsschilder mit dem hochdeutschen Namen der Stadt durch hochdeutsch-niederdeutsche Ortsschilder ersetzt. Zuvor wurde durch einen Bürgerentscheid die Schreibweise des niederdeutschen Namens Swattenbeek festgelegt. Dabei wurden die regionalen Unterschiede des Niederdeutschen und der historische Name der Stadt für die Wahl berücksichtigt.

### Freizeit- und Sportanlagen
Schwarzenbek verfügt über mehrere Sportanlagen, dazu gehören zwei Sportplätze, fünf Sporthallen, eine Schießsportanlage, zwei Tennisanlagen (Freiluft), ein Tanzsportzentrum, einige Bolzplätze und ein Sportcentrum für Tennis, Squash und Tanzen.

### Regelmäßige Veranstaltungen
- März: Narzissenfest
- April/Mai: Europawoche
- April–August: Aral Open Air (fünf bis sieben Konzerte)
- Mai: Schützenfest der Schwarzenbeker Schützengilde von 1894
- Juni: Weinfest
- Dezember: Lichterfest

## Wirtschaft und Infrastruktur

### Verkehr
An der Bahnstrecke Berlin–Hamburg liegt der Bahnhof Schwarzenbek, der vom Regional-Express RE 1 (Hamburg Hbf – Bergedorf – Schwarzenbek – Büchen – Hagenow Land – Schwerin – Rostock) bedient wird. Hamburg Hauptbahnhof ist ab Schwarzenbek in ca. 20 Minuten erreichbar, Berlin Hauptbahnhof (mit Umsteigen in Büchen in den EuroCity) in etwa 130 Minuten.
Schwarzenbek liegt in der Tarifzone 706 des Hamburger Verkehrsverbundes. Der innerstädtische Busverkehr erfolgt mit Elektro-Midibussen auf fünf Linien mit zentraler Umsteigemöglichkeit am Bahnhof.
Bis 1985 gab es die Bahnstrecke Schwarzenbek–Bad Oldesloe, der Personenverkehr wurde bereits 1976 eingestellt.
Weiterhin kreuzen sich in Schwarzenbek mehrere Bundesstraßen:
- die Bundesstraße 404 von der Elbquerung bei Geesthacht nach Kiel
- die Bundesstraße 207, als Alte Salzstraße von Lübeck kommend, nach Hamburg-Bergedorf und
- die Bundesstraße 209 als Alte Salzstraße über Lauenburg/Elbe nach Lüneburg.

Die Bundesautobahn 24 ist in wenigen Fahrminuten über die B 404 oder B 207 zu erreichen.

### Ansässige Unternehmen (Auswahl)
- Hauni Primary GmbH
- LMT Group

### Bildung
In Schwarzenbek befinden sich die Grund- und Gemeinschaftsschule, die aus der Fusion der Grund- und Hauptschule Friedrich-Wilhelm-Compe-Schule und der Realschule Schwarzenbek hervorgegangen ist, die Grund- und Regionalschule des Schulverbandes Schwarzenbek Nordost und die Europaschule Gymnasium Schwarzenbek an der Buschkoppel, die Platz für ca. 1200 Schüler bietet und im April 2008 ein neues Gebäude bezogen hat. Nach dem Umzug des Gymnasiums besuchen jetzt die Schüler der Grund- und Gemeinschaftsschule das renovierte ehemalige Gymnasium. Ebenfalls in Schwarzenbek stehen die Förderschule Centa-Wulf-Schule und die Volkshochschule Schwarzenbek.

## Persönlichkeiten

### Ehrenbürger
- Hans Koch (1909–1993) war von 1950 bis 1974 Bürgermeister der Stadt und gilt als Wegbereiter Schwarzenbeks als Europastadt.

### Söhne und Töchter der Stadt
- Helmuth Dirckinck-Holmfeld (1835–1912), Maler
- Karl Berling (1857–1940), Kunsthistoriker
- Heinrich Ernst Bornemann (1780–1820), Jurist
- Johann Friedrich Christian Bornemann (1791–1868), Badearzt
- Konrad Freiberg (* 1951), 2000–2010 Bundesvorsitzender der Gewerkschaft der Polizei, 2013–2015 Bürgervorsteher von Schwarzenbek
- Johann Heinrich Vincent Nölting (1736–1806), Theologe und Philosoph, Professor am Akademischen Gymnasium in Hamburg
- Lotte Schwarz (1910–1971), deutsch-schweizerische Bibliothekarin
- Walter Seestern-Pauly (1829–1888), Jurist

### Weitere Persönlichkeiten, die mit der Stadt in Verbindung stehen
- Friedrich Wilhelm Compe (1751–1827), Amtmann von Schwarzenbek
- Niclas Dombrowski (* 1991), Handballspieler, lebt in Schwarzenbek.
- Ernst Genzken (1811–1882), 1846 bis 1882 Pastor in Schwarzenbek
- Oliver Hörner (* 1967), Schauspieler, lebt in Schwarzenbek.
- Gerd Krämer (1951–2022), Politiker und Landrat, 1992–2002 Bürgermeister von Schwarzenbek
- Dirk Kruse (* 1964), Schriftsteller, ehemaliger Schüler des Gymnasiums in Schwarzenbek
- Stefan Schwab (* 1987), Leichtathlet des TSV Schwarzenbek
- Friedrich Seestern-Pauly (1789–1866) war von 1827 bis 1866 Amtmann in Schwarzenbek.
- Franz Erdmann von Sachsen-Lauenburg (1629–1666), Herzog von Sachsen-Lauenburg, starb in Schwarzenbek.
- Werner Urban (1927–2021), Realschulkonrektor und Hobby-Archäologe
- Die Hamburger Punkband Montreal kommt ursprünglich aus Schwarzenbek.[27]
- Daniela-Carina Pohl (* 1985), Vorständin der AXA Konzern AG, ehemalige Schülerin des Gymnasiums in Schwarzenbek[28]